# Famille Dufaure de Lajarte
La famille Dufaure de Lajarte est une famille française subsistante, originaire du Périgord. Sa filiation suivie commence au XVIIe siècle.
On distingue parmi ses membres le bibliothécaire Théodore Dufaure de Lajarte (1826-1890), le scénariste Benjamin de Lajarte (1972) ou encore le peintre Olivier de Lajarte (1973).

## Histoire
Il faut distinguer la famille Dufaure de Lajarte de la famille éteinte Dufaure de Saint-Martial (olim du Faure). Malgré les possibles confusions elles n’ont pas de filiation commune. Dans Le Grand Armorial de France, Henri Jougla de Morenas leur attribue toutefois les mêmes armes,.
Pierre-Marie Dioudonnat, dans son ouvrage Encyclopédie de la fausse noblesse et de la noblesse d'apparence (1994), écrit que la famille Dufaure de Lajarte est d'ancienne bourgeoisie. Issue du Périgord, l'auteur précise qu'elle a possédé le domaine de Lajarthe dans le Limousin.
Gilbert Bodinier (2006) indique que les Lajarte viennent du Bordelais, avec filiation du XVIIe siècle. Il ajoute que la branche cadette, seule subsistante, semble être restée dépourvue de tout principe nobiliaire.
L'autodidacte Arnaud Clement (2024) écrit quant à lui que cette famille a une filiation bourgeoise depuis 1671. Il indique que sa branche aînée anoblie, aujourd'hui éteinte, a donné des conseillers au Parlement de Bordeaux et commissaires aux requêtes, ainsi qu'un avocat général du roi qui a comparu aux états généraux de la noblesse en 1789. Selon le même auteur, la branche cadette, restée bourgeoise, est seule subsistante aujourd’hui.
L'aïeul commun aux deux branches est Jean-Baptiste Dufaure, marié le 8 février 1671 à La Sauve, avec Armande Gentileau. D'où Élie Louis Dufaure (1677- avant 1748) auteur de la branche aînée et Guillaume Dufaure, auteur de la branche cadette, qui suivent.

### Branche aînée
Jusqu'à son extinction à la fin du XVIIIe siècle, la branche anoblie de la famille Dufaure de Lajarte comporte essentiellement des hommes de loi.
Sa noblesse dite de robe repose sur des fonctions de conseiller au parlement de Bordeaux occupées de 1734 à 1745, puis de 1745 à 1778.
Ainsi, Élie Louis Dufaure (1677- avant 1748) est conseiller en la cour du Parlement, commissaire des requêtes du Palais. Il obtient des lettres de vétérances le 7 juillet 1745.
Jean-Baptiste Dufaure, seigneur de Lajarte (1715-1755), fils du précédent, devient conseiller au Parlement de Bordeaux à la suite de la résignation de son père en 1745. Il est en outre commissaire aux requêtes du Palais,.

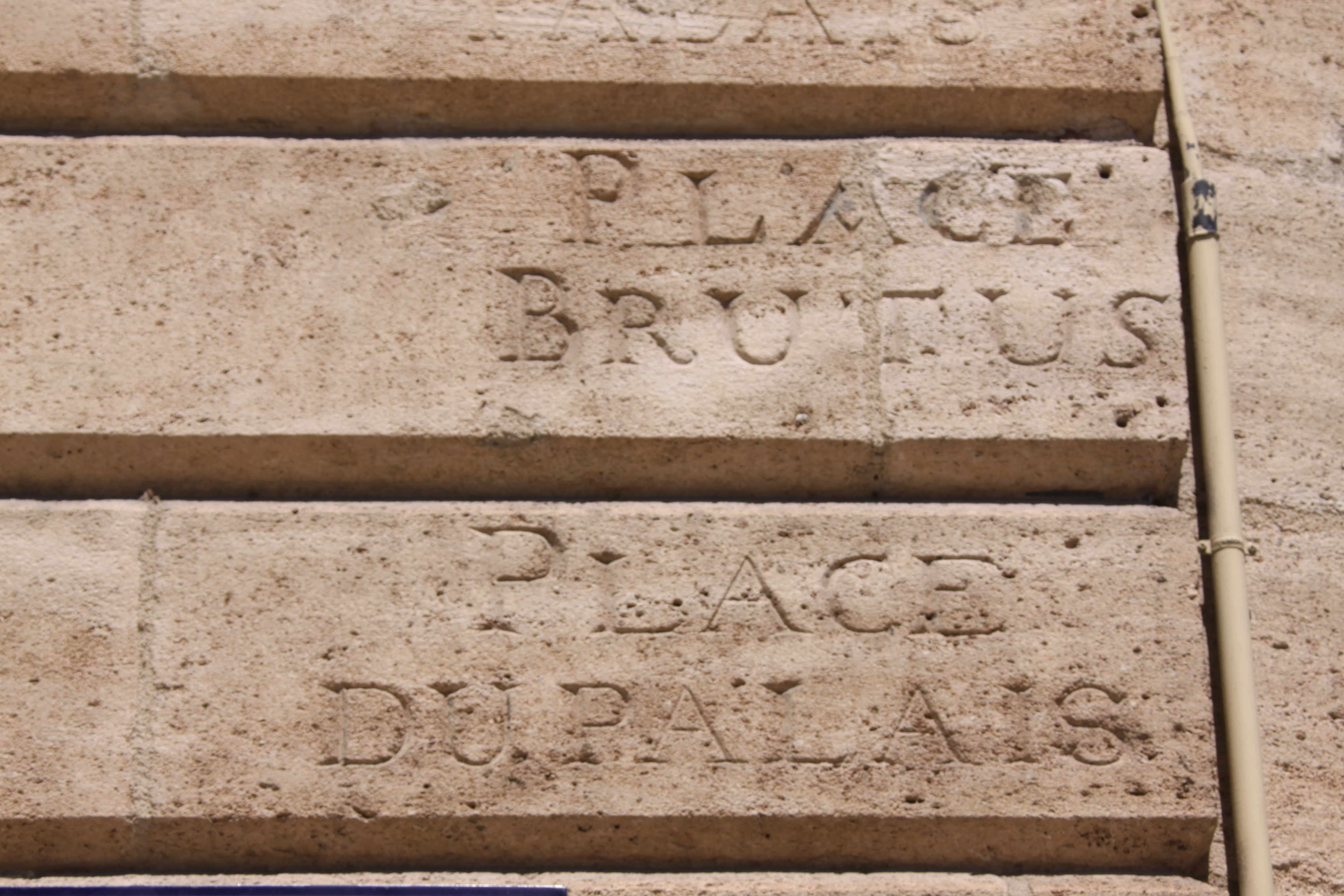
Ancienne place Brutus, à Bordeaux, où est enfermé Élie Louis Dufaure de Lajarte (1754-1794).

Élie Louis Dufaure de Lajarte (1754-1794), est à son tour conseiller au parlement de Bordeaux. Dispensé du Marc d'Or les 30 avril 1778 et 21 janvier 1779, il comparaît aux états généraux de la noblesse à Bordeaux en 1789. Arrêté sous la Terreur en mars 1794, il est emprisonné à l'ancien Palais Brutus de Bordeaux et guillotiné en Juillet de la même année. « Marié sans enfants, arrêté par ordre du comité de surveillance comme ci-devant noble, ci-devant avocat général au ci-devant Parlement ». Ses biens sont séquestrés et vendus. Il avait épousé en 1786 Simone Dubergier de Luzé, mariage dont il n'y a pas eu de descendance.

### Branche cadette
De nos jours, la branche cadette de cette famille est encore représentée. Elle descend de Guillaume Dufaure, marié en 1725, à Bordeaux avec Thérèse Seurin.

On y compte plusieurs personnalités à partir du XIXe siècle.

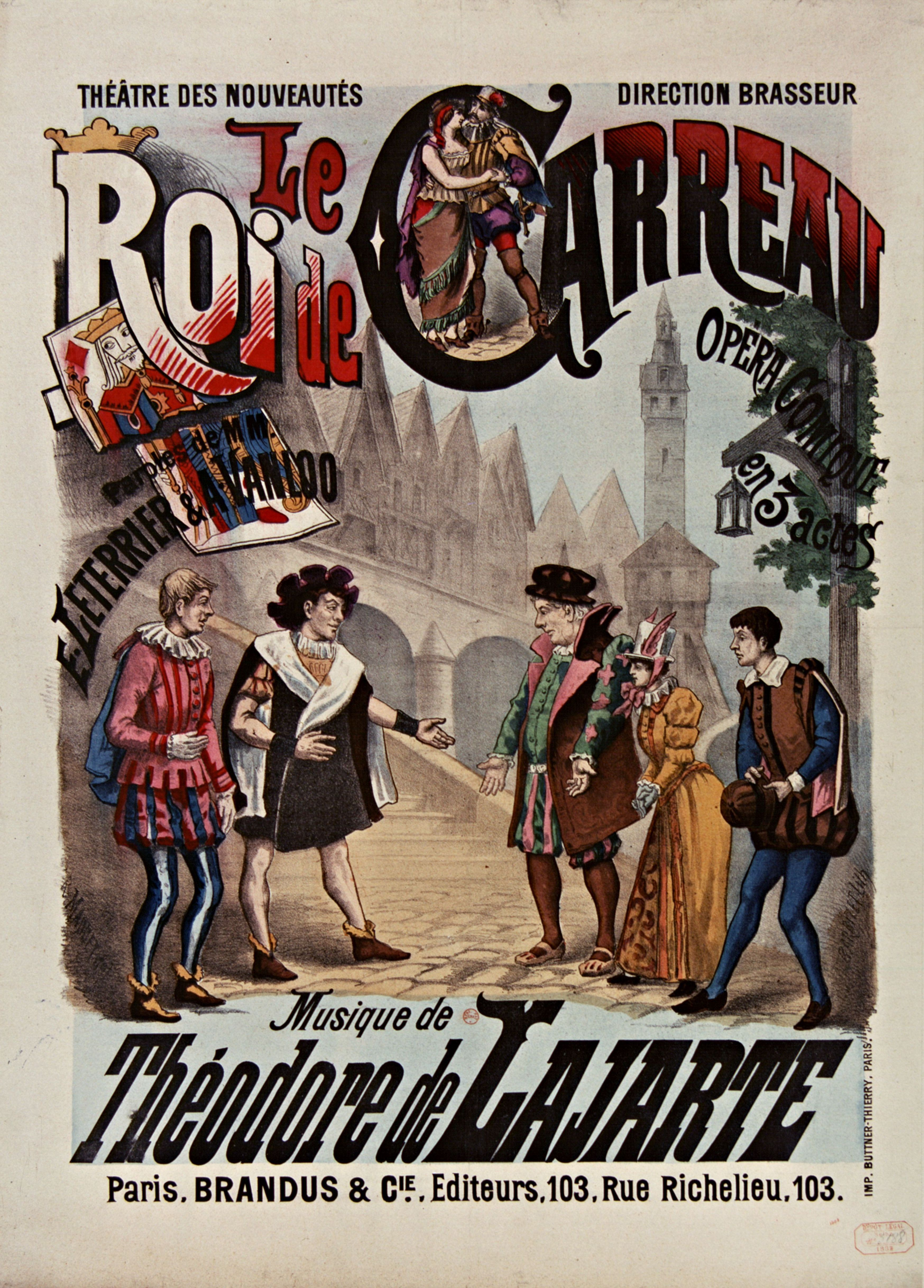
Affiche de l'opéra comique Le roi de carreau, avec une reconstitution musicale de Théodore Dufaure de Lajarte.

Antoine Dufaure de Lajarte, colonel de cavalerie, chevalier de Saint-Louis et officier de la Légion d'Honneur épouse Célestine d'Arche de la Salle à Bordeaux le 24 juillet 1822.
De cette union, Théodore Dufaure de Lajarte (1826-1890), réputé pour son travail d’archiviste à l’Opéra de Paris dont il est le second bibliothécaire à partir de 1873, par ailleurs musicographe à l'origine de nombreuses réductions pour piano et chant d’anciens opéras et ballets.
Son fils, Louis Henri Dufaure de Lajarte (1852-1911) est contre-amiral et officier de la Légion d'Honneur. En 1887, il épouse Madeleine de Guernon-Ranville (1864-1943), d'où postérité subsistante.

## Filiation
- Jean-Baptiste Dufaure, marié le 8 février 1671 à La Sauve, avec Armande Gentileau
  - Élie Louis Dufaure (1677- avant 1748), conseiller en la cour du Parlement, commissaire des requêtes du Palais, il obtient des lettres de vétérances le 7 juillet 1745. Marié avec Hélène Dudon (circa 1688-1748)
    - Jean-Baptiste Louis Dufaure, seigneur de Lajarte (1715-1755), conseiller en la cour du parlement de Bordeaux, commissaire aux requêtes du Palais. Marié en premières noces avec Marie Thérèse Carton (circa 1715-1749), sans postérité. Il épouse en secondes noces Jeanne Merlet de Bellevue (1731-1809)
      - Elie-Louis Dufaure de Lajarte (1754-1794), conseiller au parlement de Bordeaux de 1778 à 1783. Il comparaît aux états généraux de la noblesse à Bordeaux en 1789 avant d’être exécuté sous la Terreur. Marié le 13 septembre 1786 avec Simone Dubergier (1768-1821). Sans postérité, d'où extinction de la branche aînée

  - Guillaume Dufaure, marié le 25 septembre 1725 à Bordeaux, avec Thérèse Seurin
    - Louis Dufaure, marié le 6 septembre 1762 avec Anne Agathe Cazaux (1735-1793)
      - Antoine Dufaure de Lajarte (1768-1829), colonel de cavalerie, chevalier de Saint-Louis et officier de la Légion d'Honneur. Marié le 24 juillet 1822 à Bordeaux, avec Célestine Manuelle d'Arche (née en 1794)
        - Théodore Dufaure de Lajarte (1826-1890), compositeur de musique, bibliothécaire de l'Opéra. Marié le 29 septembre 1851 à Paris, avec Amélie Gauthier de La Touche (1827-1916)
          - Louis Henri Dufaure de Lajarte (1852-1911), contre-amiral et officier de la Légion d'Honneur. Marié le 2 mai 1887 à Versailles, avec Madeleine de Guernon-Ranville (1864-1943). D'où postérité subsistante

## Personnalités
- Théodore Dufaure de Lajarte (1826-1890), un musicographe, compositeur et bibliothécaire
- Louis Henri Dufaure de Lajarte (1852-1911), contre-amiral, officier de la Légion d'Honneur.
- Benjamin de Lajarte (1972), réalisateur, scénariste et producteur.
- Olivier de Lajarte (1973), artiste peintre.

## Portraits

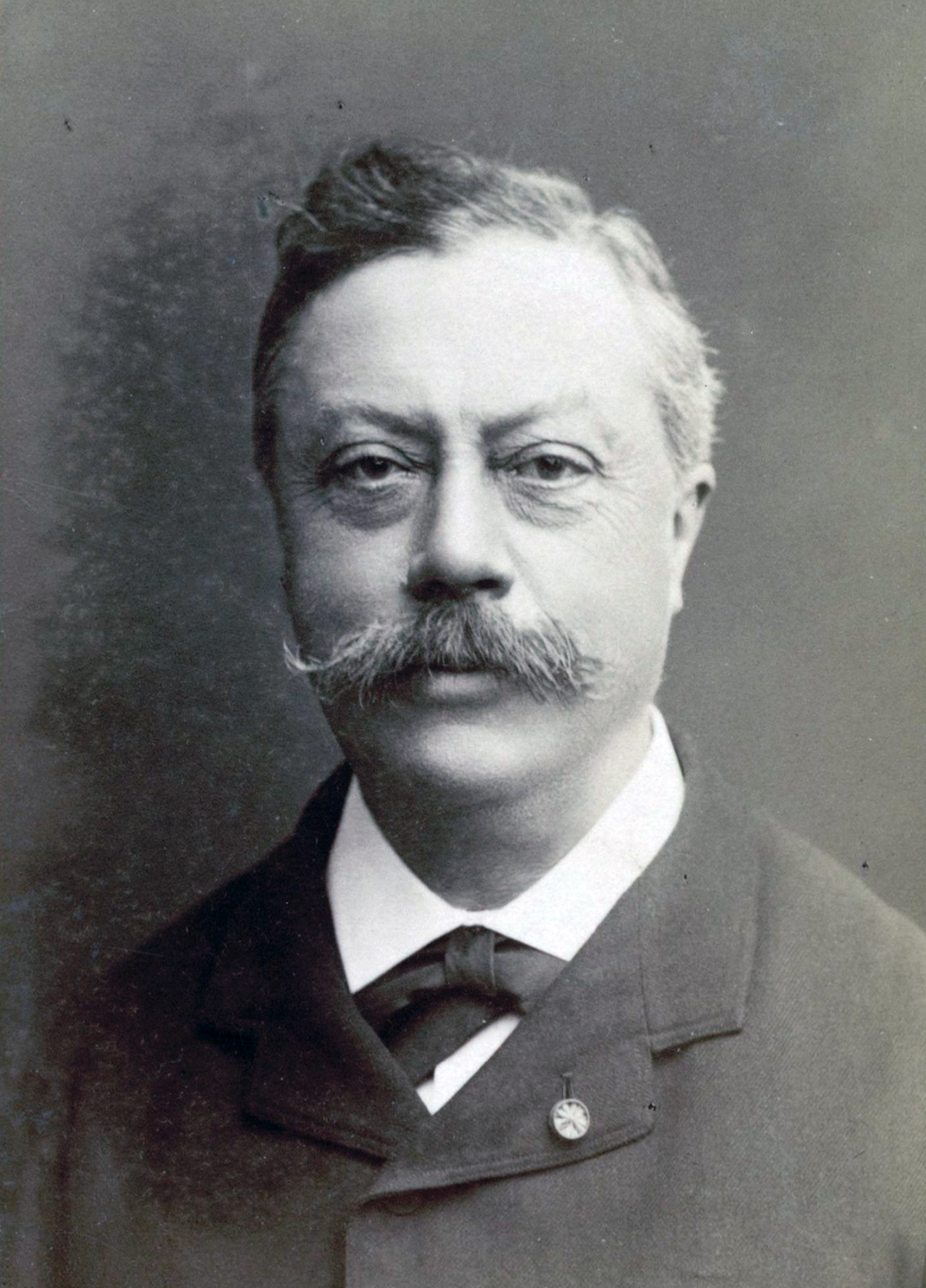
Théodore Dufaure de Lajarte (1826-1890)

## Héraldique
Selon l'héraldiste Jouglas de Morenas, les armes de la présente famille sont identiques à celles de la famille éteinte Dufaure de Saint-Martial. Regis Valette reprend cette information. Elles sont également portées par les familles du Faure de Satillieu (Velay) et du Faure (Dauphiné).
- Armes : D’argent à trois couronnes ducales d’or enfilées d’une bande d’azur[7],[9].

## Alliances
Les principales alliances de la famille Dufaure de Lajarte sont : Gentileau (1671), Seurin (1725), Cazaux (1762), Dubergier de Luzé (1786), d'Arche de La Salle (1822), Gauthier de La Touche (1851), de Guernon-Ranville (1887).